# We're in This Together
Singles de Nine Inch Nails
The Day the World Went Away
(1999) Into the Void
(2000)
We're in This Together est un single tiré de l'album The Fragile de Nine Inch Nails. Il est sorti dans trois versions différentes.

## Disque 1
1. "We're in This Together" (7:18) (il s'agit de la version de l'album)
2. "10 Miles High" (5:13)
3. "The New Flesh" (3:40)

## Disque 2
1. "We're in This Together" (radio edit) (5:16) (il s'agit de la version du titre qui fut diffusée à la radio, plus courte)
2. "The Day the World Went Away (Quiet Version)" (6:19)
3. "The Day the World Went Away (Porter Ricks Mix)" (7:04)

## Disque 3
1. "We're in This Together" (7:18) (il s'agit de la version de l'album)
2. "Complications of the Flesh" (6:36) (remixé par Danny Lohner)
3. "The Perfect Drug" (5:42)